# Половое поведение животных

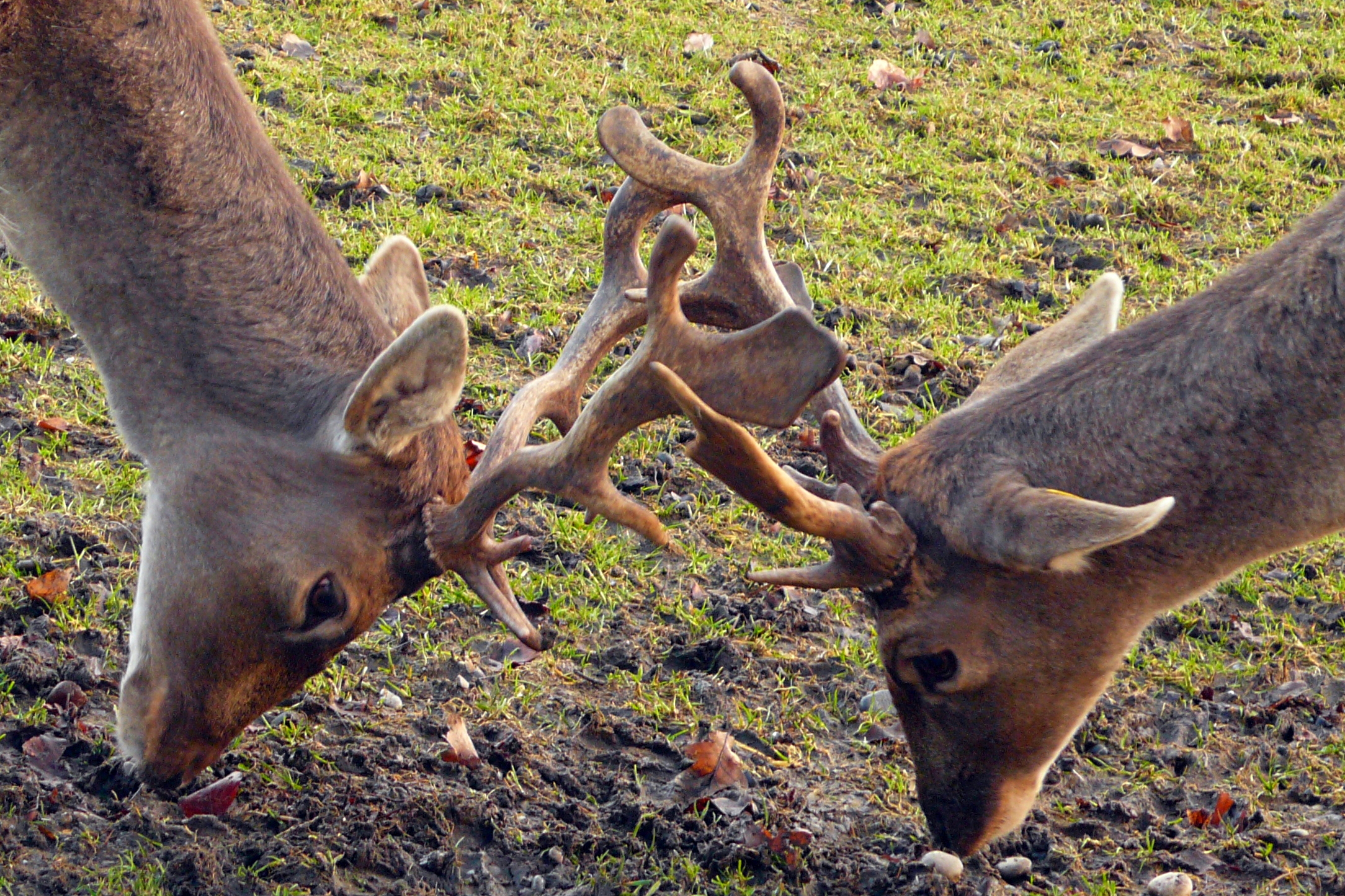
Ритуальная борьба за самок у оленей

Полово́е поведе́ние живо́тных — термин, использующийся для обозначения некоторых поведенческих комплексов, обычно (но не всегда) связанных с осуществлением репродуктивной или копулятивной функции. Половое поведение у животных принимает многообразные формы, даже в пределах одного вида.

## Терминология
Вычленение полового поведения из репродуктивного поведения возможно не у всех видов животных. Не все исследователи признают наличие у животных полового поведения, отличного от репродуктивного (направленного на воспроизводство потомства).
Термин «половое поведение» отличается высокой степенью неопределённости: к половому поведению чаще всего относят поведенческие акты, непосредственно связанные с оплодотворением, однако нередко относят и комплексы фиксированных действий, связанных с выбором полового партнёра и заботу о потомстве (брачное и гнездостроительное поведение) и акты защиты территории репродуктивных групп (территориальное поведение).

## Антропоцентризм и видизм в исследованиях полового поведения животных
Дополнительную сложность вносят антропоцентрические интерпретации различных видоспецифических поведенческих комплексов полового и репродуктивного поведения (попытки описания полового поведения животных в человеческих терминах). Между исследователями нет консенсуса по вопросу о том, является ли половое поведение животного, не направленное на репродукцию, вариантом видоспецифической нормы или же отклонением от нормы (то есть нормально только поведение, направленное на репродукцию). Также нет консенсуса по вопросу о том, существует ли у животных нерепродуктивное половое поведение вообще или же оно является артефактом (например, наблюдается только в искусственных условиях, в неволе, или обусловлено гиперсексуальностью животного, или неспособностью к различению подходящих и неподходящих сексуальных объектов — недифференцированным половым поведением, или предполагаемое «половое» поведение в действительности является установлением отношений господства и подчинения в стае и т. п.).
В свою очередь, те исследователи, которые признают возможность существования у некоторых видов животных нерепродуктивного полового поведения и возможную вариативность нормы полового поведения животных, отвечают на обвинения в антропоцентризме встречным обвинением в видизме (англ. specieism, термин введён Р. Райдером в 1973 году), то есть в предвзятом подходе, выражающемся в упрощении и сведении всей деятельности животных к инстинктивным актам, занижении их интеллектуальных и эмоциональных возможностей и т. д., а также в биологическом гетеронормативизме — изначальном предположении, что нормальна в животном мире только и исключительно гетеросексуальная половая активность.

## Наблюдавшиеся феномены и их интерпретации
Исследователи наблюдали у разных видов животных феномены моногамии, полигамии, промискуитета, межвидовой копуляции, полового возбуждения от объектов или мест, принудительной копуляции («изнасилования»), копуляции с представителями своего, противоположного или обоих полов, попытки копуляции с неодушевлёнными предметами, копуляции с мёртвыми животными, ситуационное половое поведение и ряд других феноменов. Объяснения этих феноменов различны у разных исследователей, и не всеми признаётся само их существование.
При этом в периодической печати и в популярных изданиях журналистами эти находки интерпретировались как существование «фетишизма у животных», «некрофилии у животных», «гомосексуальности и бисексуальности у животных» и т. д. Сами исследователи нередко возражали против такой интерпретации результатов их исследований.
Изучение полового поведения животных (и в особенности полового поведения приматов) — быстро развивающаяся область научного знания. Ранее было принято считать, что только для человека и некоторых других видов животных свойственно совершать половые акты не с целью репродукции (воспроизводства потомства), и что половое поведение животных является всецело инстинктивным и простым ответом на «правильные» сексуальные стимулы (запах, вид объекта противоположного пола, звуки, издаваемые объектом, специфическое поведение объекта и т. д.). Текущие знания говорят о том, что многие виды, ранее считавшиеся строго моногамными, в настоящее время доказанно являются полигамными или склонны к промискуитету либо к оппортунистическому, ситуационному половому поведению. Также значительное количество видов животных могут заниматься мастурбацией и/или использовать различные объекты с целью мастурбации. У многих видов животных, по-видимому, возможны попытки дать или получить сексуальное удовлетворение в случаях, когда воспроизводство потомства, очевидно, не являлось целью. Гомосексуальное поведение в настоящее время наблюдалось у 1500 видов животных и у 500 из них хорошо документировано.

## Политизированность вопроса о половом поведении животных
Вопрос о том, существует ли у животных то или иное половое поведение, стал в последнее время объектом журнальных и политических спекуляций. Так, некоторые активисты ЛГБТ-движения используют наличие у некоторых видов животных элементов гомосексуального или бисексуального поведения в качестве одного из аргументов в споре о биологической и социальной нормальности гомосексуальности и бисексуальности у человека. Активисты движения «за свободную любовь» используют как один из аргументов в споре о моногамности или полигамности природы человека и допустимости «свободной любви» тот факт, что у многих видов животных, ранее считавшихся моногамными, в действительности нет строгой сексуальной моногамии, распространены внебрачное половое поведение, полигамия или промискуитет. Зоосексуалы в качестве одного из аргументов, подтверждающих их точку зрения о том, что зоосексуальность не обязательно сопряжена с жестоким обращением с животными, приводят факты, свидетельствующие о том, что некоторые животные могут сами проявлять сексуальный интерес к человеку или способны к нерепродуктивному половому поведению и, по-видимому, могут быть способны «испытывать удовольствие» (в том смысле, в каком у животных оформлены эмоции) от половой активности.
С другой стороны, противоположная, длительное время господствовавшая, точка зрения о том, что вся половая активность животных направлена исключительно на репродукцию, носит простой и инстинктивный характер, и что такие феномены, как гомосексуальность и бисексуальность, являются чисто человеческими, а у животных представляет собой артефакт или, например, следствие гиперсексуальности животного, использовалась и продолжает использоваться в качестве аргумента о «неприродности», противоестественности, ненормальности гомосексуальных отношений у человека.
Научный же взгляд на проблему полового поведения животных основывается на корректном, свободном от предвзятости, описании наблюдаемых фактов, при этом те или иные факты о половом поведении животных не могут быть прямо перенесены на человека и потому не являются основанием для тех или иных политических выводов. Вопрос о нормальности или ненормальности, общественной допустимости или аморальности тех или иных видов сексуального поведения у человека при этом предлагается решать отдельно от вопроса о том, существует ли такое поведение у тех или иных видов животных, чем оно обусловлено и является ли оно эволюционно выгодной видоспецифической нормой или же отклонением от нормы.

## Системы брачных отношений
В социобиологии и экологии поведения животных термин «системы брачных отношений» используется для описания способов, которыми сообщества животных одного вида (стада, стаи или иные обособленные популяции) структурируются в отношении полового поведения. Система брачных отношений, характерная для данного вида животных, предопределяет, какие самцы этого вида оплодотворяют каких самок и при каких условиях.
Ниже следуют некоторые из систем брачных отношений, известных и описанных у человека и других животных.
- Моногамия: один самец и одна самка имеют исключительные, моногамные отношения.
- Полигамия: один или более самцов имеют исключительные отношения с одной или более самками. Известны три подтипа полигамного поведения:
  - полигиния (по-видимому, наиболее распространённая из полигамных систем брачных отношений у позвоночных животных, изученных в настоящее время): Один самец имеет исключительные отношения с двумя или более самками;
  - полиандрия: одна самка имеет исключительные отношения с двумя или более самцами;
  - полигинандрия: два или более самцов имеют исключительные отношения с двумя или более самками; количество самцов и самок не обязано быть равным, и у большинства изученных видов позвоночных животных количество самцов в группе обычно меньше количества самок.
- Промискуитет: любой самец может спариваться с любой самкой в пределах стаи или популяции.

## Сравнительный анализ полового поведения животных
Сравнительные исследования полового поведения разных видов позволяют проследить эволюцию от простейших поведенческих актов у животных к сексуальным отношениям человека (Pfaus J. G., Kippin T. E., Coria-Avila G., 2003). У всех видов половое поведение регулируется стероидными гормонами. Исследования животных первоначально ограничивались копуляцией, но более недавние работы выявили многие виды поведения, сходные с сексуальным поведением человека. Сравнительный анализ нейрохимических и нейроанатомических механизмов полового поведения показывает, что многие из них не изменились в процессе эволюции.
Пионером сравнительного анализа был Бич (Beach, 1950), основавший нейроэндокринологический подход к исследованию половых особенностей животных. В начале 1990-х сформировались два лагеря: медики, исследовавшие людей, и нейроэндокринологи, исследовавшие животных. Эти группы учёных первоначально взаимодействовали слабо. Поиск общих подходов начался с фармакологических исследований. Например, было показано, что агонисты дофамина вызывают эрекцию и у человека, и у крыс (Lal et al., 1987), а его антагонисты снижали сексуальную функции у тех и других (Petrie, 1985). Отсюда был сделан вывод о том, что сходные отделы мозга управляют половым поведением у разных видов.
Половое поведение разных видов имеет общие черты. К общим чертам относится способность реагировать на нейрохимические агенты, вызывающие и поддерживающие половое влечение и возбуждение. Имеются также общие особенности в идентификации и реагировании на сексуальные стимулы. Чувство удовлетворения от полового акта также имеет сходные черты у разных видов.
Бывает, что половое поведение животных находится под управлением симбионтов, например, дрозофилы, живущие в течение нескольких поколений на одном типе пищи, предпочитают спариваться с дрозофилами, которые жили на том же типе пищи, причём избирательностью управляют бактерии пищеварительного тракта.